# Front zewnętrzny
Front zewnętrzny – strefa, w której prowadzą działania bojowe wojska operacyjne.
Głębokość frontu zewnętrznego mierzy się zwykle głębokością ugrupowania wojsk przeciwstawnych stron prowadzących działania wojenne.
Opracowany na początku lat 60. XX w. plan mobilizacyjny „PM-63” dokonywał podziału Sił Zbrojnych PRL na wojska operacyjne, przeznaczone do działań na froncie zewnętrznym oraz Obrony Terytorialnej Kraju, przeznaczone do działań na froncie wewnętrznym.